# Диво-птах

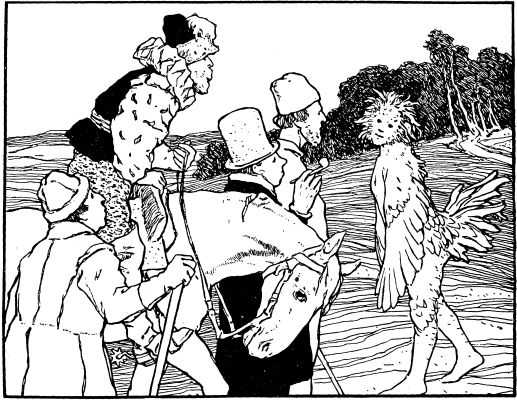
Ілюстрація, 1909

«Диво-птах» (нім. Fitchers Vogel) — казка братів Грімм про молодшу сестру, яка зуміла впоратися з жахливим чарівником, що викрадав красивих дівчат. У збірці казок братів Грімм знаходиться під номером 46, за системою класифікації казкових сюжетів Аарне-Томпсона має номер 311 (ATU 311): «героїня рятує себе і своїх сестер».

## Сюжет

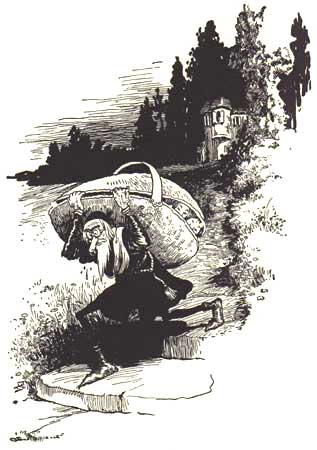
Ілюстрація (1914)

Казка описує, як страшний чарівник, що живе в лісі та небайдужий до красунь, переодягаючись жебраком, одну за одною викрадав трьох прекрасних дочок якогось чоловіка, саджаючи їх у величезний короб за спиною. Кожна дівчина отримувала ключ від заборонених дверей і яйце. Старша і середня сестри, коли чаклун був відсутній, не стримавши своєї цікавості, по черзі відчиняли заборонені двері, за якими бачили таз крові та частини людських тіл. У цей момент яйце вискакувало у них із рук у таз, і покривалося незмивними кривавими плямами, за якими чарівник розпізнавав, що його заборона порушувалася. Обидві дівчини поплатилися життям та були розрубані чаклуном на шматки в тій же забороненій кімнаті.
Їхня молодша сестра виявилася розумнішою і хитрішою: коли чарівник був відсутній, вона спочатку добре сховала чарівне яйце, а потім відімкнула заборонену кімнату, де побачила частини тіл своїх сестер. Будучи складеними разом, частини тіл зрослися, і сестри ожили. Коли чарівник повернувся і не побачив на яйці слідів крові, то побажав взяти дівчину заміж, оскільки вирішив, що вона пройшла випробування. Через своє рішення чаклун зобов'язаний був виконувати всі вимоги майбутньої дружини. Наречена ж вимагає, щоб, поки вона буде готувати весільний бенкет, чарівник доставив її батькам повний короб золота. А під золотом на дні короба дівчина таємно заховала своїх сестер, наказавши їм вислати підмогу, як тільки ті опиняться вдома.
Поки чаклун тягне короб із дівчатами, їхня молодша сестра кличе на бенкет друзів чарівника, потім прикрашає череп, який виставляє на огляд у горищне вікно. Сама ж залазить у бочку меду і до невпізнання викочується в пір'ї з розпоротої перини. У такому вигляді, як «дивовижна птиця», вона стала зустрічати весільних гостей і показувати їм на вискалений череп у віконці як на майбутню наречену. Тим часом її сестри збирають рідню для облави на чаклунське кубло. Ледве повертається наречений-чарівник, двері будинку міцно замикаються зовні, щоб ніхто не пішов живим, і будинок спалюється дотла.

## Джерела й аналіз сюжету

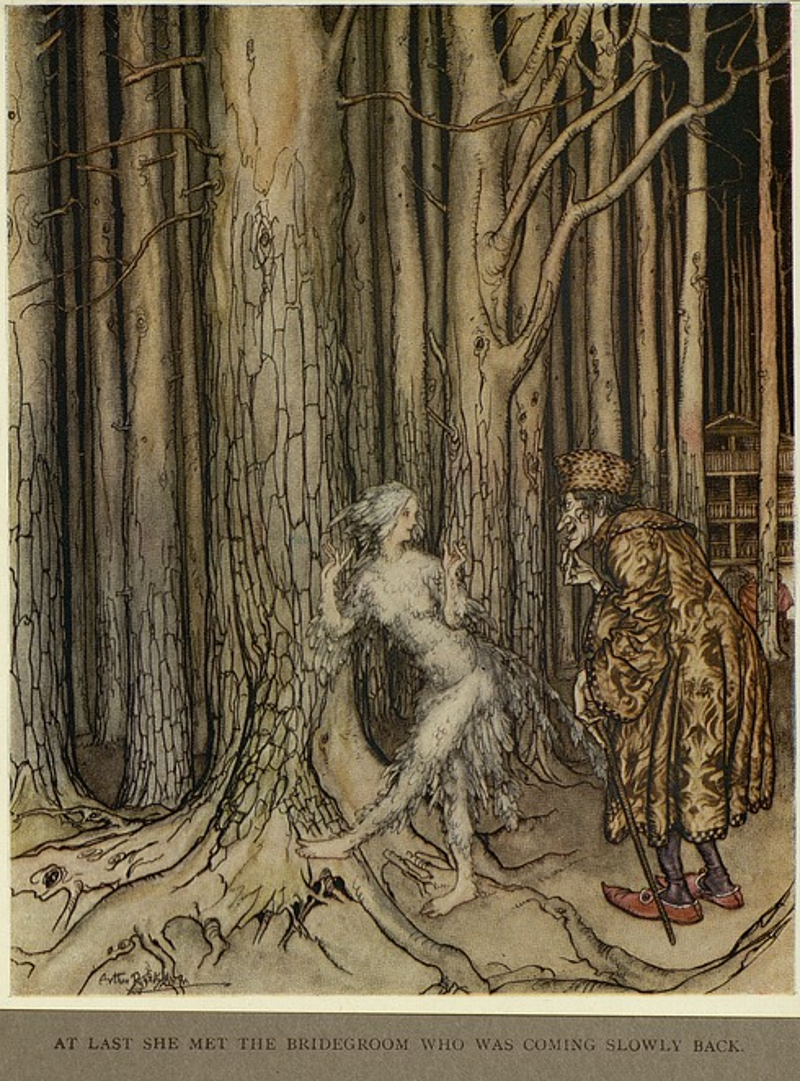
Ілюстрація, 1917